# 초평면 (진천군)
초평면(草坪面)은 충청북도 진천군에 딸린 면 행정구역 중의 하나이다. 진천군의 동쪽에 있다.

## 법정리
- 금곡리
- 신통리
- 연담리
- 영구리
- 오갑리
- 용기리
- 용산리
- 용정리
- 은암리
- 중석리
- 진암리
- 화산리

## 같이 보기
- 진천 농다리
- 초평저수지
- 피죤 진천공장

## 교육
- 초평초등학교 (금곡리)
- 구정초등학교 (용산리)
  - 오상분교 (폐교) - 초평면 연암길 136 (은암리)